# كأس إسكتلندا 1883–84
كأس اسكتلندا 1883–84 (بالإنجليزية: 1883–84 Scottish Cup)‏ هو موسم من كأس اسكتلندا. كان عدد الأندية المشاركة فيه  132.